# 알레호 벨리스
알레호 벨리스(스페인어: Alejo Véliz, 2003년 9월 19일~)는 아르헨티나의 축구 선수이며, 라리가의 세비야에서 중앙 공격수로 뛰고 있다.

## 어린 시절
알레호 벨리스는 로사리오에서 약 120km 떨어진 산타페주의 작은 마을인 괴데켄에서 태어났다. 그는 3살 때 고향의 축구팀에서 축구를 시작했지만 6살 때 가족과 함께 산타페주의 다른 도시인 베르나르도데이리고옌으로 이주했고, 그곳에 있는 축구팀인 "클루브 우니온 데포르티보 이 쿨투랄"에서 16살이 될 때까지 유소년 팀에서 활동했다.

## 구단 경력

### 로사리오 센트랄
2019년 말, 벨리스는 로사리오 센트랄에서 첫 시범 경기를 치렀지만, 코로나19 범유행으로 유소년 대회가 중단되면서 사실상 1년이 지나고 나서야 구단에서 뛰기 시작했다.
2021년 7월 23일, 벨리스는 베네수엘라 구단 데포르티보 타치라와의 코파 수다메리카나 16강전에서 알란 마리넬리와 교체투입되어 로사리오 센트랄에서의 프로 데뷔전을 치렀고, 경기는 1-0 승리를 거두었다.
이 시즌에 프리메라 디비시온에서 몇 경기를 출전했고, 그 다음 시즌에 본격적으로 두각을 나타냈다. 2022년 5월 2일, CA 우라칸과의 코파 데 라 리가 원정 경기에서 첫 골을 터뜨렸다. 그러나 경기는 2-1로 패배했다.
그는 로사리오 센트랄 스타디움에서 열린, 그리고 그의 우상이자 멘토인 마르코 루벤의 은퇴 경기인 에스투디안테스와의 경기에서 통산 두 번째 골을 기록하여 3-1 승리에 일조했다.
2022년 7월 21일, 벨리스는 로사리오 클라시코 경기에서 뉴얼스 올드 보이스를 상대로 결승골을 기록해 많은 주목을 받았다.

### 토트넘 홋스퍼
2023년 8월 8일, 벨리스는 잉글랜드 프리미어리그의 토트넘 홋스퍼와 6년 계약을 체결하고 토트넘으로 이적했다. 이적료는 약 1,300만 파운드 (한화 약 220억)로 추정된다.

## 국가대표팀 경력
2021년 10월, 벨리스는 페르난도 바티스타에 의해 아르헨티나 U-20 대표팀에 처음으로 소집되었다.
그는 2022년 2월과 이듬해 봄에 새로운 U-20 대표팀 감독인 하비에르 마스체라노에 의해 다시 발탁되었다.
벨리스는 2023년 1월 콜롬비아에서 열리는 2023년 남아메리카 U-20 축구 선수권 대회를 위해 U-20 대표팀에 다시 한 번 소집되었고, 아르헨티나는 1라운드에서 탈락했다. 이 대회에서 그는 파라과이와 페루전을 시작으로 4경기에 모두 출전했다.
인도네시아가 2023년 FIFA U-20 월드컵 개최권을 상실하면서 아르헨티나가 자동으로 본선 진출을 확정지었고, 이후 아르헨티나가 대회 유치전에 뛰어들어 개최권을 따내는 데 성공했다. 2023년 5월, 벨리스는 이 대회를 위한 아르헨티나 U-20 선수단에 포함되었다. 5월 20일, 데뷔전에서 그는 우즈베키스탄을 상대로 첫 골을 기록하며 2-1 승리를 이끌었다. 3일 후 그는 과테말라를 상대로 또다시 골을 성공시키며 팀의 3-0 승리에 일조했다.